# Leiophron chrysostigma
Leiophron chrysostigma is een insect dat behoort tot de orde der vliesvleugeligen (Hymenoptera) en de familie van de schildwespen (Braconidae). De wetenschappelijke naam van de soort werd voor het eerst geldig gepubliceerd door Vladimir Ivanovitj Tobias in 1986.